# Сунил Четри
Сунил Четри (тел. సునీల్ ఛెత్రి; Секундерабад, 3. август 1984) индијски је фудбалер који игра на позицији нападача. Тренутно наступа за Бенгалуру и за репрезентацију Индије.
Играч је са највише одиграних утакмица и највише постигнутих голова у дресу репрезентације Индије. Такође је један од играча који је постигао највише голова на репрезентативном нивоу. Сматра се једним од најбољих индијских фудбалера свих времена.